# Tierpark Berlin
El Tierpark Berlin és un dels dos parcs zoològics que hi ha a Berlín. Fundat el 1955, es troba al barri berlinès de Friedrichsfelde i és el parc zoològic més extens d'Europa, amb una superfície de 160 hectàrees. Conté una zona de jardins. Conserva 7.874 animals de 634 espècies diferents. És conegut especialment per la seva cria d'elefants africans de sabana. El propietari del parc és Tierpark Berlin-Friedrichsfelde GmbH, soci de Zoologischer Garten Berlin AG.